# Les Infidèles (film, 1973)
Cet article concerne le film de Christian Lara. Pour le film d'Emmanuelle Bercot, voir Les Infidèles.
Pour les articles homonymes, voir Les Infidèles.
Pour plus de détails, voir Fiche technique et Distribution.
Les Infidèles est un film français de Christian Lara tourné en 1972 et sorti en 1973.

## Fiche technique
- Titre : Les Infidèles
- Réalisation : Christian Lara
- Scénario : Daniel Daert
- Photographie : Georges Strouvé
- Montage : Anne-Marie Berreby et Madeleine Dedieu
- Maquillage : Monique Granier
- Musique : Vladimir Cosma
- Producteur : Daniel Daert et René Lévy-Balenci
- Société de production : Reda Productions
- Société de distribution : La Compagnie Parisienne de Films (CPF)
- Pays :  France
- Langue originale : français
- Format : couleur 35 mm
- Genre :  drame / érotique
- Durée : 81  minutes
- Dates de sorties :
  -  France : 7 juin 1973[2]
- Interdiction aux moins de 18 ans à sa sortie en salles en France[3].

## Distribution
- Patrice Pascal : Julien
- Catherine Cazan : Birgit
- Laure Moutoussamy : Laure
- Michèle Perello : Sophie, la mère de Julien
- Pierre Forget : Pierre, le père de Julien
- Alice Arno : la bonne
- Marie-Hélène Règne : la gouvernante
- Gilda Arancio : la fille aux peluches
- Martine Azencot : une fille chez Sophie
- Marie-Georges Pascal : une fille chez Sophie
- Marion Margyl : une fille chez Sophie
- Magda Mundari : L'amie de Paul
- Élisabeth Drancourt : une hippie
- François Guillaume : un hippie
- Bernard Launois : Bob
- Danièle Corrigan :
- Eve Corrigan :
- Nadia Vérine :
- Anne Dolans :
- Marielle Ollivier :
- Sylvie Nerval :